# Balderij
Balderij is een natuurgebied in Tielen in de provincie Antwerpen. Het wordt dikwijls samen genoemd met het aansluitende gebied Rielenbroek. en is deels in beheer van het Agentschap voor Natuur en Bos onder de naam Calievallei, de belangrijkste deelgebieden daarvan zijn Balderij, Rielenbroek en Volkers. Het gebied is Europees beschermd als onderdeel van Natura 2000-gebied Bos- en heidegebieden ten oosten van Antwerpen.

## Gebied
Het "Rielens gebroeckt" te Lichtaart en het oude militaire domein van Zevendonk (Winkelsbroek), twee aansluitende gebieden, zijn aangekocht door organisatie Natuurpunt. Samen met het gebied 'De Waal' te Tielen vormen ze nu een vogelreservaat waar buiten zeldzame vogels ook nog vele andere diersoorten verblijven.

### Naamgeving
Balderij (of balderhie) is een oude vervorming van "Balder Heide" . Het zou een plek zijn waar de Germaanse god Balder, de geest van de plantenwereld, werd aanbeden. Er is ook een kleine mogelijkheid dat "Balder" een middeleeuws woord zou zijn met dezelfde betekenis als Berlaar. Namelijk een bosachtig en moerassig terrein.

## Fauna en Flora
Fauna
- Vissen[2] - baars, karper, blankvoorn, brasem, bruine amerikaanse dwergmeerval, rietvoorn, snoek, vetje, zeelt, zonnebaars, snoekbaars
- Zoogdieren - Otter[3]